# فرودگاه بروکن هیل
فرودگاه بروکن هیل (به انگلیسی: Broken Hill Airport) یک فرودگاه همگانی با کد یاتا BHQ است که یک باند فرود آسفالت دارد و طول باند آن ۲۵۱۵ متر است. این فرودگاه در کشور استرالیا قرار دارد و در ارتفاع ۲۹۲ متری از سطح دریا واقع شده‌است.

## شرکت‌های هواپیمایی و مقصدهای پروازی
| شرکت‌های هواپیمایی       | مقصدهای پروازی                                 |
| ----------------------- | ---------------------------------------------- |
| رجیونال اکسپرس ایرلاینز | کنز، Doomadgee، Gununa، ماونت آیزیا، Normanton |